# Pfahlwurzel

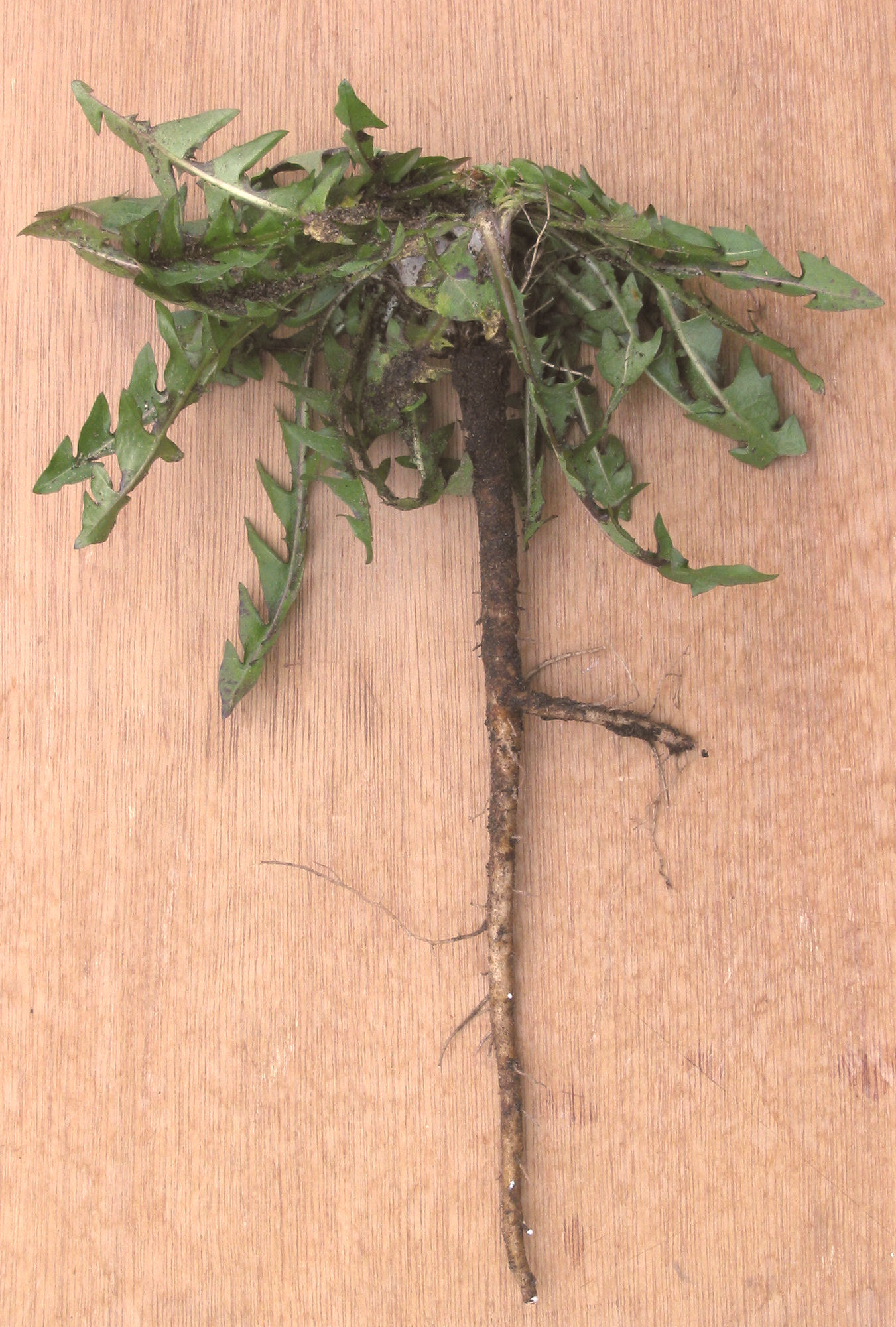
Ausgegrabener Gewöhnlicher Löwenzahn mit Pfahlwurzel

Als Pfahlwurzel wird bei Pflanzen eine Wurzel bezeichnet, die sich aus der Keimwurzel (Radicula) zur Hauptwurzel entwickelt und die vertikal in den Boden wächst. Aus der Pfahlwurzel entspringen schräg oder waagrecht abgehende Seitenwurzeln erster Ordnung, sie ist also Teil eines heterogenen Wurzelsystems (Allorhizie).
Die Pfahlwurzel ist kräftig entwickelt. Sie übertrifft die Seitenwurzeln an Länge und Durchmesser. Sie ist für viele Gymnospermen und Dikotylen charakteristisch. Die Pfahlwurzel kann wenig verdickt oder auch als Speicherorgan deutlich verdickt sein (als Rübe, wie bei der Zuckerrübe). Sprossbürtige Wurzeln fehlen hier. Viele Bäume starten ihre Existenz mit einer Pfahlwurzel, entwickeln jedoch innerhalb einiger Jahre ein ausgedehntes Netzwerk aus vorwiegend horizontalen Faserwurzeln und nur einigen tiefreichenden vertikalen Wurzeln. Bäume, die das Pfahlwurzelsystem auch im ausgewachsenen, adulten Stadium beibehalten, sind etwa Tannen, Kiefern und Eichen. Pflanzen mit Pfahlwurzel kommen häufig auf trockenen und tiefgründigen Böden vor und besiedeln auch Felsspalten.
Entspringen der Pfahlwurzel stark verzweigte Sprossbasen, so wird diese Wuchsform als Pleiokorm-Pfahlwurzel bezeichnet. Ein Beispiel ist die Skabiosen-Flockenblume.
Das Gegenteil der Pfahlwurzler sind die Flachwurzler.

## Belege
1. 1 2  Andreas Bresinsky, Christian Körner, Joachim W. Kadereit, Gunther Neuhaus, Uwe Sonnewald: Strasburger – Lehrbuch der Botanik. Begründet von E. Strasburger. 36. Auflage. Spektrum Akademischer Verlag, Heidelberg 2008, ISBN 978-3-8274-1455-7, S. 214.
2. ↑  Gerhard Wagenitz: Wörterbuch der Botanik. Die Termini in ihrem historischen Zusammenhang. 2., erweiterte Auflage. Spektrum Akademischer Verlag, Heidelberg/Berlin 2003, ISBN 3-8274-1398-2, S. 239.
3. 1 2 3  Werner Rothmaler: Exkursionsflora von Deutschland. Band 4. Gefäßpflanzen: Kritischer Band. 10. Auflage. Elsevier, München 2005, ISBN 3-8274-1496-2, S. 46f.
4. ↑  Deep-rooted Plants Have Much Greater Impact On Climate Than Experts Thought. Abgerufen am 5. Oktober 2023 (englisch).